# Lička Jesenica
Lička Jesenica – wieś w Chorwacji, w żupanii karlowackiej, w gminie Saborsko. W 2011 roku liczyła 100 mieszkańców.